# Candy Jones
Pour les articles homonymes, voir Jones.
Candy Jones, née sous le nom de Jessica Arline Wilcox, née le 31 décembre 1925 et décédée le 18 janvier 1990, est un mannequin, écrivain et animatrice de talk-show américain.
Née à Wilkes-Barre, en Pennsylvanie, elle a été élevée et fit ses études à Atlantic City, dans le New Jersey.
Dans les années 1940 et 1950, elle fut un mannequin célèbre et fut surtout connue pour avoir été une pin-up et une cover girl de tout premier plan. Elle a ensuite créé une école de mannequins et écrit plusieurs livres sur le mannequinat et la mode. En 1972, Candy Jones épousa le célèbre animateur de radio Long John Nebel (son second mari) et devint coanimatrice de son émission-débat durant la nuit entière sur WMCA à New York[réf. nécessaire]. L'émission traitait de revendications de la théorie du complot, des OVNIs et du paranormal. Candy Jones s'est particulièrement intéressée au phénomène de vision à distance.
Candy Jones fut à l'origine d'une controverse où elle aurait été victime du projet MK-Ultra, le programme de contrôle mental de la CIA, dans les années 1960,.

## Biographie
Jessica Arline Wilcox est née dans une famille aisée. Jessica Arline "Candy" prétendit avoir fait l'objet de violences physiques de la part de ses parents, notamment une mère dominatrice. Jessica Arline "Candy" témoignait de certains (vagues) souvenirs de violences sexuelles dans sa jeunesse. Candy Jones a insisté sur le fait que sa mère l'aurait souvent recluse ou enfermée dans des pièces sombres. Dans son enfance, Jones a déclaré avoir eu une amie imaginaire, Arlene, pour l'aider à traverser ses épisodes de solitude.
Candy Jones est devenue une séduisante et sculpturale jeune femme d'environ 1,93 m (mensurations absolument hors du commun à l'époque). Elle change son nom et poursuit une carrière de mannequin. Elle remporta un vif succès en devenant finaliste pour Miss New Jersey au concours Miss America. Candy Jones transforme ce succès en un travail d’hôtesse lors du concours principal de Miss America puis en fera une carrière couronnée de succès. Elle était l'une des principales pin-up girls de l'ère de la Seconde Guerre mondiale. En un mois, en 1943, elle est apparue sur 11 couvertures de magazines.
Au cours d'une longue tournée aux United Service Organizations (USO) aux Philippines, Candy Jones tomba malade en 1945 et fut soignée par un médecin toujours en vie lorsque Candy Jones publia ses affirmations de contrôle mental. Donald Bain a donné à ce médecin le pseudonyme « Gilbert Jensen ». Selon le chercheur Martin Cannon, qui avait interviewé Candy Jones avant sa mort en 1990, le pseudonyme « Marshall Burger » (dans le livre de Bain) qui travaillait avec Jensen sur l'affaire Candy Jones était en réalité le Dr William S. Kroger, un psychologue associé à l'université de Los Angeles UCLA.

### Premier mariage
En 1946, Candy Jones épouse le « tsar » de la mode Harry Sayles Conover (1911-1965), l'un des premiers agents pour mannequins. Ils ont eu trois fils et Candy Jones dit qu'elle n'avait pas réalisé que son mari était bisexuel avant quelques années de vie de couple. Elle a reconnu que certaines personnes pouvaient considérer ce constat comme naïf, mais Candy Jones a insisté sur le fait que son passé d'enfant sexuellement abusé l'avait rendue méfiante vis-à-vis des relations intimes et, même si elle avait de nombreux prétendants, elle était sexuellement inexpérimentée quand elle s'est mariée. Elle précise n'avoir eu que très peu de rapport sexuels lors de leur mariage, et seulement lorsque son mari était en état d'ébriété.
Sans le moindre préavis, Harry Conover disparut fin 1958. Candy Jones en a informé la police. Ce que l'absence prolongée de Harry Conover a finalement confirmé. Au retour de son mari et après une longue crise de boulimie, Candy Jones intenta une action en divorce en 1959. Après le divorce, elle se retrouva avec seulement 36$ en poche et des dettes considérables.
Candy Jones ouvre alors, en 1947 une école de mannequins, la Candy Jones Career Girls School, dont l'enseignement portait sur le charme, le fitness et la beauté (école qu'elle codirigera vingt ans durant) et commence à apparaître régulièrement dans le journal télévisé de la NBC, lors du weekend dans le bulletin d'information Monitor.

### Second mariage
Le 31 décembre 1972, Candy Jones épouse l'animateur de radio Long John Nebel (né John Zimmerman en 1911 et décédé en 1978) après une cour d'un mois seulement. Ils se sont brièvement rencontrés des décennies plus tôt, lorsque Nebel était encore photographe. Candy Jones a rapidement devenu coanimatrice de la très populaire émission-débat radiophonique quotidienne de John Nebel, qui abordait généralement des sujets paranormaux divers.

### Détournement du contrôle mental par la CIA - controverse
Peu de temps après leur mariage, John Nebel a déclaré que Candy Jones aurait été régulièrement en proie à de violentes sautes d'humeur et semblait parfois afficher une personnalité différente. John Nebel appelait cela « la Voix… un regard, quelques instants d'insanités » (the Voice... a look, a few moments of bitchiness). « La voix » disparaissait généralement assez rapidement, mais le changement était tellement radical du véritable comportement de Candy Jones, habituellement si avenant et agréable, que John Nebel en fut effrayé et désemparé.
Colin Bennett écrivait :
Quelques semaines après leur mariage, [Jones] a dit à Nebel qu'elle travaillait pour le FBI depuis un certain temps, ajoutant mystérieusement qu'elle risquait de devoir sortir de la ville à l'occasion sans donner de raison. Cela laissa Nebel se demandant s'il y avait un lien entre «l'autre» personnalité de Candy et les voyages étranges qu'elle avait faits pour le FBI.
John Nebel entreprit alors d'hypnotiser Candy et mit en évidence un trouble dissociatif de l'identité (TDI) : Candy Jones s'était construite une personnalité alternative nommée « Arlene ». Sous hypnose, Candy Jones a fait un long récit détaillé de sa formation à un programme de la CIA de contrôle mental. Formation dispensée principalement dans des collèges et universités de la côte ouest. Candy Jones et John Nebel ont finalement enregistré des centaines d'heures de ces sessions hypnotiques.
Candy Jones déclara avoir des souvenirs conscients de son implication dans le programme de contrôle mental commencé en 1960, lorsqu'une ancienne connaissance de l'USO (un général de l'armée à la retraite resté anonyme) a demandé à pouvoir utiliser l'école de mannequin de Candy Jones comme adresse postale pour recevoir des lettres et des colis. Candy Jones accepta, dit-elle, par patriotisme.
Finalement, confessera Candy Jones, on lui demanda de remettre une lettre à Oakland, en Californie, lors d'un voyage d'affaires qu'elle avait prévu. Candy Jones déclara accepter mais fut surprise de découvrir que la lettre avait été remise au même docteur Jensen qui l'avait traitée aux Philippines près de vingt ans plus tôt. Candy Jones précisa que Jensen et son associé, le docteur Marshall Burger (un autre pseudonyme incarné en réalité par le Dr William S. Kroger, un psychologue de UCLA) lui auraient offert de grosses sommes d'argent si elle était disposée à s'engager dans d'autres projets. Lors de leurs réunions précédentes, Jensen avait noté que Candy Jones était un sujet idéal pour l'hypnose. Candy Jones a acquiescé, a-t-elle dit, car la santé financière de son école de mannequins était chancelante et elle souhaitait que ses fils restent dans leurs écoles privées particulièrement coûteuses.
Au cours des séances d'hypnose, une autre personnalité appelée « Arlene » aurait été « préparée » (i.e. conditionnée sous hypnose ou contrôle mental) par Jensen, de sorte que Candy Jones n'aurait aucun souvenir des activités d'Arlene. Jones aurait fait des voyages à des endroits aussi lointains que Taiwan. Bien qu'hypnotisée, Jones a affirmé qu'elle avait été soumise à une torture douloureuse afin de tester l'efficacité de la personnalité alternative. Donald Bain écrit : « [Candy Jones] serait un messager de l'agence en parallèle de ses voyages d'affaires normaux ».
Toujours à l'USO, Candy Jones se rendit dans le sud du Vietnam en 1970 ; elle soupçonna plus tard que sa visite était liée à une tentative manquée de libérer les prisonniers de guerre américains du Nord-Vietnam.
Les révélations et plaintes de Candy Jones et John Nebel furent rendues publiques en 1976 (dans The Control of Candy Jones de Donald Bain, publié par Playboy Press). John Nebel aurait apparemment pris parti pour les confidences de sa femme et aurait discuté ouvertement du meurtre du Dr Jensen par vengeance. Cependant, John Nebel était un habitué aux farces et autres canulars de longue date, comme il l'a souvent fait avec son auditoire à la radio, certains de ces auditeurs doutaient que les souvenirs révélés du passé de Candy Jones ne soient authentiques. L'explication plus rationnelle de tels troubles pouvant également avoir pour origine syndrome de faux souvenirs, explication plus plausible.
Quelques années plus tard, le récit de Candy Jones devint plus plausible notamment après la divulgation publique du programme MK-ULTRA en 1977.
Donald Bain a également mentionné dans son ouvrage que certains associés et collaborateurs des écoles de mannequins de Jones auraient affirmé que Candy Jones avait effectivement des absences déroutantes, i.e. des voyages d’affaires supposés dans lesquels peu ou prou de travail n'a été réalisé. Donald Bain écrit également qu'un indice formel fut avéré lorsque Candy Jones a par inadvertance, conservé le passeport de Arlene Grant dont la photo se révèle être Candy avec une perruque brune et un maquillage sombre. Candy Jones prétend n'avoir aucun souvenir de s'être vêtue d'une telle manière ni d'avoir posé pour un passeport sous un autre nom.
Enfin Donald Bain relate que le message suivant enregistré sur un répondeur du téléphone au domicile de Candy Jones et John Nebel le 3 juillet 1973 :
 Ici Japan Airlines appelant le 3 juillet à 16h10.  …veuillez appeler Mlle Grant au 759-9100… elle est réservée sur le vol 5 de Japan Airlines pour le 6 juillet, de Kennedy à destination de Tokyo, avec une option pour Taipei. C'est de la part de Cynthia que nous appelons.
Quand Candy Jones rappela le numéro indiqué et demanda Cynthia, on lui indiqua que personne de ce nom ne travaillait au bureau des réservations,.
Dans son étude, Brian Haughton précise que :
 Il y avait aussi une lettre que [Candy Jones] avait écrit à son avocat, William Williams, pour se couvrir en cas de décès ou de disparition soudaine ou dans des circonstances inhabituelles; elle lui a dit qu'elle n'était pas libre de révéler exactement en quoi elle était impliquée. Bain a écrit à William Williams qui corroborait ce fait.
Donald Bain note enfin qu'en 1971, un article de l'expert en hypnose George Estabrooks a été publié dans  Science Digest , dans lequel George Estabrooks discutait ouvertement de la création réussie de l'amnésique,.
Le Dr Herbert Spiegel, expert reconnu dans le domaine de l'hypnose au niveau national, a écrit la préface de The Control of Candy Jones.

### Inspiration
- Candy Jones fut le sujet d'une chanson d'Exit Clov, MK ULTRA[41].

- Son histoire de plainte pour mind-control fut reprise dans Dark Matters: Twisted But True dans un épisode du nom de Sexy Secret Agent. Ces rumeurs et controverses concernant la prise de contrôle sous hypnose par la CIA aura également inspiré la saga Jason Bourne ainsi que plusieurs téléfilms ou feuilletons des années 1970 (cf. épisode 7 de la série Amicalement Votre).

### Décès
Candy Jones est décédée d'un cancer le 18 janvier 1990 au Lenox Hill Hospital. Elle avait 64 ans et vivait à Manhattan,